# Beardsley
Beardsley és una població dels Estats Units a l'estat de Minnesota. Segons el cens del 2000 tenia 262 habitants.

## Demografia
Segons el cens del 2000, Beardsley tenia 262 habitants, 125 habitatges, i 71 famílies. La densitat de població era de 215 habitants per km².
```
Per cada 100 dones de 18 o més anys hi havia 88,6 homes.
[
2
]
```

La renda mediana per habitatge era de 26.429 $ i la renda mediana per família de 33.929 $. Els homes tenien una renda mediana de 26.875 $ mentre que les dones 18.750 $. La renda per capita de la població era de 16.106 $. Entorn del 6% de les famílies i el 12% de la població estaven per davall del llindar de pobresa.

## Poblacions més properes
El següent diagrama mostra les poblacions més properes.